# Mark Lawrenson
Mark Thomas Lawrenson (Preston, 2 juni 1957) is een Iers-Engels voetbaltrainer, analist en voormalig voetballer die als centrale verdediger speelde.

## Biografie
Lawrenson begon te voetballen bij Preston North End in 1974. Van 1977 tot 1981 kwam hij uit voor Brighton. De centrale verdediger behaalde grootse successen met Liverpool in de jaren 80. Zijn partnerschap met Alan Hansen centraal in de verdediging werd geroemd. Hij veroverde vijf Engelse landstitels en won de Europacup I in 1984, een spannende finale tegen het Italiaanse AS Roma die met strafschoppen werd gewonnen. In 1985 verloor hij de finale tegen wederom een Italiaanse club, Juventus, met 1–0. Dit was het Heizeldrama. Er braken rellen uit tussen Italiaanse en Engelse fans. Lawrenson blesseerde zich en moest na vier minuten de strijd staken. Hij werd vervangen door Gary Gillespie. Daarnaast won hij drie keer de League Cup en één keer de FA Cup met Liverpool (1986). In de nadagen van zijn loopbaan speelde hij voor het Amerikaanse Tampa Bay Rowdies. Hij speelde 39 interlands in het Iers voetbalelftal, waarin hij 5 keer scoorde. Hij was met pensioen toen de Ieren zich voor het eerst plaatsten voor WK's onder de legendarische bondscoach Jack Charlton. Hij werkte na zijn loopbaan als analist voor BBC en was te zien in Match of the Day.
Lawrenson ging in 1988 aan de slag als trainer van Oxford United en het volgende jaar stapte hij over naar Peterborough United, waar hij in 1990 weer weg was.

## Erelijst
Liverpool FC
- Football League First Division

1982, 1983, 1984, 1986, 1988
- Charity Shield

1982, 1986, 1988
- FA Cup

1986
- League Cup

1982, 1983, 1984
- Europacup I

1984
- Football League Super Cup

1986